# Popotan
Vous lisez un « article de qualité » labellisé en 2018.
Popotan (ぽぽたん) est un visual novel de type eroge japonais développé par Petit Ferret, avec pour designer Akio Watanabe dessinant sous le pseudonyme de Poyoyon Rock. Il est d'abord commercialisé en tant que jeu pour PC le 13 décembre 2002 puis est republié sous forme de DVD-ROM et pour PlayStation 2 avec certaines scènes retirées. Le titre Popotan est un mot absurde destiné à refléter la proéminence des pissenlits, nommé tanpopo (たんぽぽ) en japonais,,.
Petit Ferret produit un fan disc peu de temps avant la recommercialisation du DVD-ROM. Popotan est adapté en une série de romans (Popotan～ Himitsu no Jumon～ Kōhen) par Sassami Yachiruda, en une série de mangas par Yūjiro Izumi, en un anime de douze épisodes réalisé par Shinichiro Kimura et édité en Amérique du Nord par Geneon USA et plus tard par Sentai Filmworks, puis en une série radiophonique (Poporaji), et enfin en plusieurs ouvrages d'art et de référence.
Le scénario de Popotan est semi-prédéterminé : les événements majeurs restent les mêmes mais les histoires personnelles peuvent diverger en fonction des choix du joueur. Le jeu se concentre sur le protagoniste Chris, un vagabond qui rencontre trois sœurs et leur domestique en soubrette dans un manoir près des ruines de Tokyo dans un avenir lointain. L'objectif du joueur est de débloquer des scènes ou images sur lesquelles il peut voir le protagoniste ayant des rapports sexuels avec une des filles. Le joueur peut engager le scénario d'autres filles une fois qu'il a terminé celui d'une sœur.
Les ventes du visual novel et de son fan disc ont fait leur place dans la liste des tops 50 des jeux bishōjo les plus vendus au Japon à plusieurs reprises et a engendré un mème Internet avec sa musique d'introduction chanté par le groupe suédois Caramell. La réception de l'anime est partagée entre ceux qui n'ont examiné que le premier volume et qui critiquent des thèmes sexuels de l'anime, en particulier en ce qui concerne Mii, alors que ceux qui ont examiné la série dans son ensemble ont eu tendance à donner des critiques globales plus positives, en faisant l'éloge de la profondeur inattendue de l'histoire.

## Trame

### Personnages

Personnages inspirés des personnages de la franchise Popotan. De gauche à droite : Mii, Mea, Mai et Unagi.

Le joueur incarne le personnage de Chris, le protagoniste de Popotan,. Chris est un lycéen décrocheur qui n'aime pas la direction que prend la société et refuse de travailler. Il erre dans les rues en jouant de la guitare dans la rue. Il sent qu'il ne peut pas jouer bien sans public, qui est difficile à trouver en tant que vagabond. Les autres personnages principaux comprennent trois sœurs et leur femme de chambre qui vivent dans un manoir de style occidental. Ai est l'aînée des trois et communique avec les plantes. Mai est un garçon manqué et désapprouve le comportement de Chris. Mii est la plus jeune et la plus énergique. Elle se montre souvent comme « Magical Girl Mii » et aide les gens. Leur servante Mea apparaît d'abord comme froide et distante, mais révèle une profondeur cachée plus tard dans l'histoire.

### Histoire
Popotan se déroule dans un avenir lointain dans les restes de Tokyo, détruit par un cataclysme et modifié par des transformations géologiques. La catastrophe a été causée par une structure de pissenlit géant ressemblant à une flèche qui a surgi dans la ville au sommet d'une colline. L'histoire se déroule principalement dans un manoir de style européen, qui n'est pas à sa place dans la ville. Une grande partie de la journée se déroule à l'extérieur du manoir, lorsque le personnage parcourt la ville pour converser avec les personnages et déclencher des séquences d'événements.
Popotan suit les changements de style de vie de Chris, ainsi que les mystères entourant l'objet en forme de pointe ayant causé la destruction de Tokyo par le passé. L'histoire débute lorsque Chris envisage de voler des aliments d'un stand situé près d'une entrée d'un sanctuaire. Son vol est infructueux, et il erre dans la ville à la recherche d'un travail. Il trouve une épicerie qui lui donne des indications pour aller au manoir. Il entre sans demander la permission et rencontre les trois sœurs et leur androïde autonome femme de ménage. Chris demande la permission de rester parce que le loyer est bon marché et les filles sont jolies. Elles consentent, mais le forcent à trouver un emploi à temps partiel. Le propriétaire de l'épicerie l'embauche et, à mesure que l'histoire progresse, Chris s'ouvre socialement et commence à se soucier des autres alors qu'il interagit avec les filles. Il rencontre également de nouvelles amies, dont une camarade de classe, Konami, une jeune fille du temple local nommée Nono et une fille mystérieuse nommée Shizuku.

## Système de jeu
Popotan est un visual novel de type eroge (c'est-à-dire un jeu vidéo à caractère érotique) dans lequel le joueur passe la plupart de son temps à lire le texte apparaissant à l'écran, qui retranscrit aussi bien la narration que les dialogues des personnages. Après avoir lu le texte, le joueur arrive à un « point de décision » où il doit soit faire un choix parmi plusieurs options, soit se déplacer, soit, dans les versions DVD-ROM et PS2, utiliser un raccourci permettant d'accéder au prochain événement. Le jeu s'arrête à ces points et, selon le choix du joueur, l'histoire progresse et peut se ramifier dans une direction spécifique,. Les durées entre les points de décision sont variables.
Popotan est un jeu d'aventure romantique où le joueur doit vivre avec trois sœurs et engager une relation avec l'une d'elles. Il peut sortir avec d'autres personnages secondaires si l'un des scénarios des sœurs est complété. La version du jeu sur PC est non censurée, et intègre des infographies représentant des relations sexuelles principalement entre Chris et les huit personnages féminins pouvant devenir la cible de son amour,. Dans l'adaptation sur PlayStation 2, des évènements et scènes sont ajoutés,, et le contenu sexuel explicite retiré.
Un mini-jeu vidéo musical commence à un certain point dans le scénario de Mii. Le but du mini-jeu est d'augmenter le compteur de puissance magique « Magical Girl Mii » en frappant les balles au bon moment,. Le résultat du mini-jeu affecte l'histoire. Une option bonus apparaît sur le menu principal lorsque son scénario est complété. Elle permet de jouer au mini-jeu avec différentes pistes musicales. L'achèvement du scénario d'Ai permet de déverrouiller une nouvelle histoire mettant en valeur Unagi. Dans la version PC, le joueur ne peut sauvegarder le jeu seulement quand du texte apparaît ; cette restriction est retirée lors du portage sur PS2.

## Développement
Petit Ferret développe Popotan en 2002. Seki Hayabusa et Iwashinichi Shimizu sont responsables du développement du scénario, et Akio Watanabe conçoit ses personnages en travaillant sous l'alias « Poyoyon♥Rock »,. Higuchi Hideki et Kajihara Masahiro composent la musique pour la série et Under17 contribue aux musiques thématiques ayant des voix,. Petit Ferret crée plus de 1 000 graphismes 2D pour les arrière-plans, les événements et les poses des personnages. Bien que seuls les bouches et les yeux des personnages soient animés, de nombreuses poses existent pour les personnages majeurs et mineurs ; Petit Ferret crée un peu moins de graphismes pour ces derniers afin de réduire les coûts de production. Le jeu utilise un système de placement de personnage pour les afficher par rapport au protagoniste ; les personnages éloignés semblent petits et grandissent lorsque le joueur approche.
Les versions CD et DVD du jeu sont développés avec le moteur de jeu Malie,.
Petit Ferret fait appel à des doubleurs de mai à juin 2002, cherchant à remplir d'abord les rôles des trois sœurs. Satisfait des candidats, Petit Ferret tient alors des auditions ouvertes pour d'autres rôles à partir du 30 juin 2002. WellMADE produit et distribue l'adaptation PS2, Oshiete! Popotan (おしえて! ぽぽたん), basé sur la version DVD-ROM du jeu original. Petit Ferret nomme Akio Watanabe superviseur de projet pour cette adaptation.

## Commercialisation
Petit Ferret propose une version d'essai de Popotan téléchargeable dès le 25 novembre 2002, et commercialise la version PC complète sur CD-ROM le 13 décembre. Afin d'augmenter le nombre de précommandes, Ferret offre en plus du CD-ROM de Popotan un CD spécial maxi single de génériques d'Under17. L'entreprise édite le 11 juillet 2003 un fan disc intitulé Popotan Fan Disc: Issho ni A-SO-BO (ぽぽたんファンディスク いっしょにA・SO・BO). Le disque comprend plusieurs mini-jeux basés sur les personnages (dont le mini-jeu « Magical Girl Mii » déjà présent dans l'original), de nouvelles histoires et scénarios basés autour de Mii et Nono, un CD séparé contenant la musique de fond du jeu original, un fond d'écran sur ce thème et des accessoires de bureau. Certains éléments doivent être déverrouillés.
Le fan disc précède la sortie de Popotan Po!, une republication du jeu principal et dernière version officielle de Petit Ferret, en sortant le 1er août 2003 sous forme de DVD-ROM avec des améliorations du jeu,,. WellMADE vend le 11 mars 2004 Oshiete! Popotan, une adaptation pour PS2,. Des scènes de l'adaptation sont modifiées voire retirées pour se conformer à l'interdiction de contenu sexuel de Sony, mais le jeu conserve le classement en CERO Z (18 ans et plus). Il reçoit plus tard une note CERO D (17 ans et plus), après que l'organisation a révisé son système de notation.
WellMADE essaye de compenser ces absences avec des améliorations graphiques et de jeu, notamment en faisant un scénario original. Il attire des acheteurs potentiels en proposant des télécartes à l'image du jeu, des affiches réversibles ainsi que des CD musicaux,,. WellMADE publie également deux jeux spin-off gratuits en décembre 2003 et mars 2004, collectivement nommé Unagi Fuku Warai (うなぎ福笑い) et mettant en scène Unagi en tant qu'héroïne. WellMADE conçoit ces jeux pour être humoristiques et amusants, la version de 2004 permet à Unagi de se transformer en sa forme humanoïde après un certain point de l'histoire.
L'édition limitée initiale de Popotan sur CD-ROM souffre d'erreurs critiques telles que des problèmes d'affichage des CGs, de fonctionnement du système de sauvegarde, l'incapacité de compléter certains scénarios ou encore de commencer le mini-jeu sur Mii. Petit Ferret fournit un patch le 10 janvier 2003. Les versions ultérieures du jeu sont commercialisées sans bugs.
Popotan Fan Disc: Issho ni A-SO-BO contient également plusieurs erreurs sérieuses. Petit Ferret résout ces problèmes via deux patchs. Le premier correctif ajoute des données vocales manquantes à partir du CD original du jeu ; les clients ont eu la possibilité de télécharger le patch ou d'échanger contre un nouveau CD. Ferret publie le deuxième patch le 7 juillet 2003 ; il corrige les erreurs grammaticales, règle la difficulté du jeu et améliore sa stabilité. Ce second patch ne résout pas les problèmes corrigés par le premier correctif.

## Médias liés

### Anime
Shaft produit l'anime Popotan, Shinichiro Kimura est chargé de sa direction et du storyboard, Jukki Hanada de sa scénarisation, Haruka Sakurai de la conception des personnages en se basant sur le travail original d'Akio Watanabe, et Rondo Mizukami pour le contrôle de l'animation,. Under17 compose le thème d'ouverture dans le même style que le jeu ; Funta écrit la musique de conclusion. Les chaînes de télévision Tokyo Broadcasting System et Bandai Channel diffusent l'anime entre le 17 juillet et le 3 octobre 2003.
Le récit est épisodique et se concentre habituellement sur un personnage à la fois. Chacun des quatre premiers épisodes se concentre sur l'un des quatre personnages principaux, montrant son interaction sociale et son histoire,,,. L'utilisation du voyage dans le temps par l'anime permet de se focaliser sur des versions plus âgées ou au contraire enfantines des personnages déjà présentés, provoquant un contraste entre leurs expériences vécues et l'intemporalité des protagonistes. Les critiques éprouvent des difficultés à catégoriser l'anime Popotan, bien qu'il présente un ton comique général. Les personnages sont très aimables et désireux d'aider de nouvelles connaissances. La nudité apparaît dans de nombreux épisodes,, bien qu'aucune scène sexuellement explicite ne se produise. Geneon évalue la série pour les 16 ans et plus ; Section23 Films classe sa version traduite en TV-MA,.
Shaft publie un teaser DVD intitulé Le secret des 3 sœurs (ぽぽたん 送開始記念版 うガマンできない、３姉妹のひ・み・つ, Popotan Hōsō Kaishi Kinen ban Mou Gaman Deki Nai, 3 Shimai no Hi・Mi・Tsu) le 27 juin 2003 mettant en avant des dessins de personnages de Haruka Sakurai. Le DVD contient également des interviews vidéo avec les doubleuses japonaises de l'anime, un CD contenant des chansons des personnages, le thème Poporaji no Uta (ぽぽらじの歌) de Poporaji (ぽぽらじ), des illustrations de peintures métallisées et un doudou représentant Unagi.
Bandai Visual commercialise l'anime en japonais sur six DVD contenant deux épisodes chacun entre le 26 septembre 2003 et le 25 février 2004,. Chaque disque est vendu avec une figurine promotionnelle représentant l'une des filles ; Bandai propose également des DVDs sans figurine à un coût moindre,,,. Une erreur d'impression sur la jaquette du DVD de volume 3 s'est produite pendant la production, numérotant les épisodes de manière incorrecte. Bandai Visual donne alors la possibilité d'échanger gratuitement les produits problématiques. Geneon USA licencie le DVD pour la zone nord-américaine et produit trois DVD contenant quatre épisodes chacun entre le 7 décembre 2004, et le 26 avril 2005,. Geneon USA commence à vendre un coffret le 14 août 2007,, peu de temps avant sa disparition. Sentai Filmworks licencie l'anime pour la distribution fin 2009, après avoir fait une annonce le 28 juillet. Section23 Films relance la série complète à travers la vente de deux disques le 27 octobre 2009,.

#### Environnement et intrigue
Popotan est une adaptation du visual novel,,, et se déroule dans une réalité alternative. Les personnages féminins principaux et leurs relations sont inchangés, mais le scénario n'est pas lié au jeu. L'intrigue suit la perspective des trois sœurs et leur femme de ménage plutôt que le protagoniste du jeu ; tous les personnages principaux féminins du jeu apparaissent et de nombreux personnages secondaires sont présents dans les rôles secondaires ou via une apparition,.
L'histoire se concentre autour des trois sœurs qui voyagent à travers le temps dans un manoir, dirigent un magasin de Noël, et cherchent le « popotan » ressemblant au pissenlit. Les sœurs interagissent avec les autres et essaient d'améliorer leur situation. L'anime suggère que d'autres, y compris l'antagoniste Keith, ont tenté des trajets similaires dans le passé,,. L'anime souffre de faiblesses concernant la contextualisation, il omet en effet d'indiquer les raisons expliquant pourquoi Shizuku, Keith et Mea sont associés. Les sœurs rencontrent Shizuku en voyageant à travers le temps, qui leur donne la possibilité de continuer à voyager ou de rester dans l'ère qu'elles aiment le plus ; elles choisissent la première solution. L'histoire se termine alors qu'ils continuent à voyager dans le temps, laissant des questions sans réponse concernant leur destination finale et pourquoi elles ont été choisies.
Leurs corps sont connectés à la maison où elles vivent, ce qui leur permet de voyager à travers le temps. Ces corps arrêtent également de vieillir hors du manoir, ce qui inclut même la pousse des cheveux. Ils sautent cinq ans dans le futur lorsqu'ils voyagent dans le temps et arrivent toujours dans des endroits différents, à l'exception d'un scénario divisé où Mai et Mea sont laissées pour compte,,,.

#### Doublage
L'anime est doublé par Haruko Momoi dans le rôle de Mii, Masumi Asano tient le rôle de Mai, Sayaka Ohara incarne Ai, Ayako Kawasumi joue Unagi, Mai Kadowaki incarne Meah, Rumi Shishido interprète Shizuku et Yuuji Takada joue Keith.

### Musique

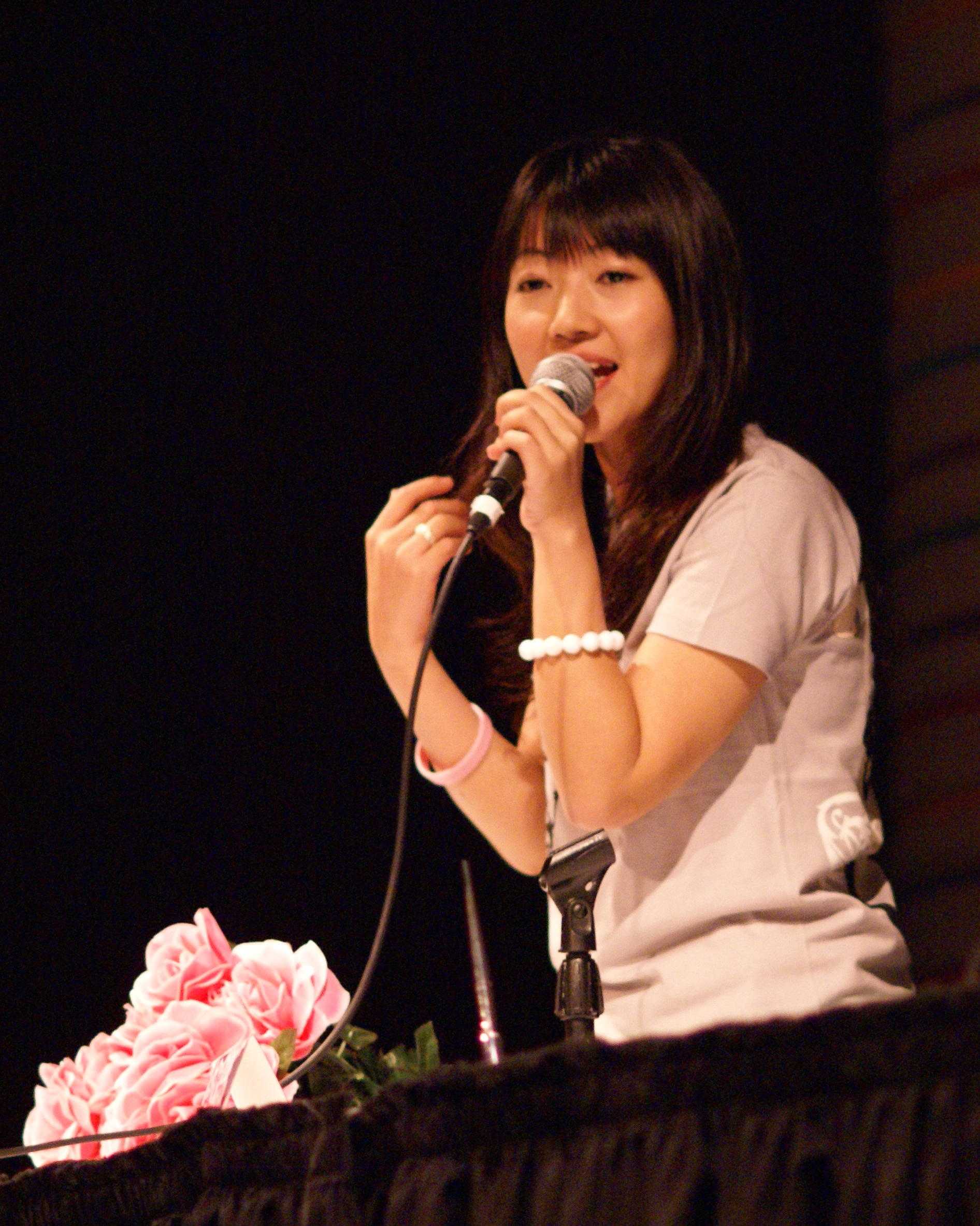
Haruko Momoi, chanteuse du groupe Under17 et seiyū de Mii.

Le visual novel présente trois thèmes de Under17 : le thème d'introduction Say It! Popotan (いっちゃえ！ぽぽたん, Icchae! Popotan), le thème pour le cosplay « Magical Girl Mii » (Mii-tan no Mahou de Pon!! (みいタンの魔法でポン!!)) et le thème de conclusion Answer (こたえ, Kotae). Les chansons des génériques figurent sur la compilation de bandes originales Best Album de Under17, tout comme le morceau Popotan Kiss, tiré de la série radiophonique. Under17 joue les travaux composés pour Popotan dans leurs événements en direct. Les clients qui pré-commandent le jeu reçoivent les génériques moe de Under17 comme contenu bonus. Petit Ferret fait coïncider la commercialisation du visual novel avec la sortie d'un maxi single contenant les génériques de l'anime avec leur équivalent en instrumental, autrement inaccessible aux auditeurs. Une troisième Image song de Popotan basé sur le jeu est empaqueté en tant qu'article de pré-commande avec l'adaptation pour PS2 l'année suivante.
L'anime débute avec Popotan Hatake de Tsukamaete (ぽぽたん畑でつかまえて) d'Under17 et se termine avec S–U–K–I de Funta. Petit Ferret sort deux albums et un extended play (EP) basé sur l'anime fin 2003. L'EP, Popotan e.p. (ぽぽたん e.p.), sort le 6 août 2003 et présente les versions complètes des thèmes d'ouverture et de fermeture de l'anime ainsi que Gem Stone, une collaboration d'Image song entre Under17 et Funta. Le premier album, It's A PoPoTime!, sorti le 6 novembre 2003, contient des chansons de personnages originales chantées par des seiyūs. Le second album, Popo Music, sort le 27 novembre et comprend la bande sonore originale de l'anime composée par Ozamu Tezuka,.

### Histoires radiophoniques et publications
Petit Ferret développe une histoire radiophonique nommée Poporaji, basé sur la chanson The Secret of the 3 Sisters utilisée dans le DVD en première de l'anime,. Le spectacle s'est concentré sur les trois sœurs et Mea avec leurs actrices vocales japonaises respectives jouant leurs rôles. L’Osaka Broadcasting Corporation le diffuse en deux périodes : la première moitié d’avril à septembre 2003, puis la seconde d’octobre à décembre 2003. Il est rediffusé lors de la semaine inaugurale de TBS Radio. Petit Ferret annonce le 22 janvier 2004 que Poporaji sera rejoué sur BEAT NetRadio sur le site de Bandai Visual et le compile en deux CDs, Poporaji Popoi CD (ぽぽらじっぽいCD) et Poporaji Popoi CD2.
Sasami Uachiruda et SPIRITE écrivent et illustrent deux romans, intitulés Popotan～ Himitsu no Jumon～ Kōhen (ぽぽたん ～ひみつのじゅもん～ 後編) et publiés par Softgarage le 20 juin et le 22 août 2002. Ces romans suivent l'intrigue de la série, impliquant tous les personnages remarquables et combinant leurs histoires personnelles,. Magazine Z publie une série de deux mangas Popotan de Yūjiro Izumi dont l'histoire tourne autour des trois sœurs,. Le manga est publié en deux volumes le 19 décembre 2003 et le 23 août 2004.
Deux livres de référence sur Popotan sont publiés. Popotan Visual Fan Book (ぽぽたん ビジュアルファンブック, Popotan - Bijuaru fanbukku) est édité par Petit Ferret et SoftBank Publishing et distribué par Raspberry Books,, tandis que Popotan - Official Anthology Manga Book (ぽぽたんオフィシャルビジュアルコミックアンソロジー, Popotan - Ofisharu bijuaru komikku ansorojii) l'est par Air Publications. Le Popotan Visual Fan Book présente une nouvelle histoire parallèle imprimée en format occidental,. Kadokawa Shoten publie un livre d'art pour la série intitulée Popotan - Kadokawa Game Collection (ぽぽたん ろっくちゃんのひみつの絵本, Popotan Ro Kkuchin no Himitsuno Ehon). Des illustrations de Popotan apparaissent également dans Akio Watanabe - Art Works (ART WORKS (アートワークス), Art Works (Aato Waakusu)). Un fan book de ムービック (Muubiki) pour la série télévisée est commercialisé le 5 mars 2003, intitulé Popotan - Exciting ROM Book (ぽぽたん どきどきROMぶっく, Popotan Dokidoki ROM Bukku), il contient également un CD-ROM pour Microsoft Windows avec du contenu supplémentaire.

## Postérité, réception et vente

### Visual novel
| Jeux             | Famitsu |
| ---------------- | ------- |
| Oshiete! Popotan | 22 / 40 |

Les visual novels de Popotan publiés par Petit Ferret bénéficient de fortes ventes initiales. L'évaluation nationale des jeux bishōjo de PCNews classe le lancement initial du CD-ROM de Popotan à la neuvième place environ un mois et demi après sa sortie ; il reste pendant un autre demi-mois à la vingt et unième place. Il revient six mois après sa sortie pour un bref séjour à la quarante-sixième place peu avant la sortie du fan disc. La réédition du DVD-ROM atteint le vingt-quatrième rang des ventes totales un mois après ses débuts. La sortie du fan disc le propulse, en un mois, à la onzième place parmi les jeux bishōjo les plus vendus. Famitsu donne la note de 22 sur 40 à l'adaptation PS2 Oshiete! Popotan.
Le visual novel met en scène dans son ouverture une danse qui deviendra un mème Internet. La danse montre Mai et Mii balançant leurs hanches sur le côté tout en agitant leurs mains à côté de leur tête, comme pour faire un mouvement d'« au revoir » rappelant des oreilles de chat. Les internautes ajoutent à cette danse le chœur accéléré de la chanson Caramelldansen du groupe Caramell. La popularité de la scène aide Caramell et la franchise Popotan à devenir culte,. La danse est interprétée par des individus (surtout au Japon) lors de convention d'animes, dans la publicité, les jeux vidéo et autres séries ou animes sans rapport tels que Phinéas et Ferb. Face à la popularité de la chanson, Exit Tunes obtient les droits dont le remix de speedycake, qui est utilisé pour le mème et dont la bande son originale est accélérée de 25 %. Le label sort un CD le 21 mai 2008, qui se hisse à la 16e place du classement Oricon le 2 juin, il apparaît dans ce même classement durant 14 semaines.

### Anime
Le premier DVD Popotan en anglais rencontre des critiques mitigées aux États-Unis. Anime Jump lui donne 1½ étoile, indiquant qu'au-delà des jolies images, « il est créé spécifiquement pour vendre des DVD, de petites figurines et d'autres marchandises à des hommes adultes introvertis ». DVDtalk lui donne une note finale « recommandé » en critiquant seulement le contenu bonus. Le critique remarque que le premier disque « [...] était plein de surprises même pour un vieux critique blasé comme moi ». Anime News Network tient des attitudes mitigées envers le second DVD, citant certains personnages et le niveau de nudité. Le critique trouve que l'œuvre est assez complète pour un anime basé sur un jeu vidéo érotique. Popotan s'est avéré être notoirement difficile pour les critiques anglais à classer, en amenant plusieurs à louer son style et son attrait multi-genre,,,.
Les critiques qui n'ont examiné que le premier DVD donnent des notes plus basses que ceux qui l'ont examiné dans son intégralité. En effet on peut citer parmi ceux qui l'ont étudié entièrement AllMovie qui donne à Popotan 4 étoiles sur 5 et DVDtalk qui lui décerne le statut « recommandé », citant les deux premiers disques,,. En examinant la rediffusion de Sentai Filmworks, Theron Martin souligne que l'anime s'est amélioré vers la fin malgré le développement de l'histoire qui s'est précipité.
Le niveau de nudité et son importance pour le scénario sont largement débattus. John Oppliger de Anime Nation trouve que la nudité explicite ruine l'anime Popotan, éclipsant la profondeur des personnages et l'histoire complexe. Anime News Network (ANN) et Mania confirment ce caractère excessif dans leur analyse, ; le critique d'ANN la compare à de la « pornographie infantile » et un autre attribue sa redistribution à la demande de nudité. Les critiques de DVDtalk n'ont pas d'avis tranchés, l'un indiquant que les scènes de nudités sont hors de propos tandis qu'un autre les considère comme approprié,. Tous deux considèrent que l'utilisation globale de la nudité était « mineure »,,.
Les critiques louent généralement l'animation et le design des personnages d'Akio Watanabe. En dépit de réprimer l'intrigue, Mark Tools trouve le design des personnages « mémorable » ; tandis que le critique Martin Theron n'est pas d'accord. Ozamu Tezuka (手塚理, Tezuka Ozamu) reçoit des éloges pour son approche minimaliste de la partition,. La voix de Geneon suscite également une bonne réception, attribuée à Rob Beckwell, le directeur de la voix anglaise de l'anime. Mii est la seule protagoniste critiquée pour son jeu de voix, au contraire la voix de Mea est félicitée.